# AutoCAD
AutoCAD est un logiciel de dessin assisté par ordinateur (DAO) créé en décembre 1982 par Autodesk.
En 1992, AutoCAD est développé pour Mac OS et pour Windows en 1994.

## Fonctionnalités
Bien qu'il ait été développé à l'origine pour les ingénieurs en mécanique, il est aujourd'hui utilisé par de nombreux corps de métiers. Il est actuellement, selon Forbes, le logiciel de DAO le plus répandu dans le monde. C'est un logiciel de dessin technique pluridisciplinaire :
- industrie ;
- système d'information géographique, cartographie et topographie ;
- électronique ;
- électrotechnique (schémas de câblage) ;
- architecture et urbanisme ;
- mécanique.

L'utilisateur peut créer ses propres menus et développer des applications grâce à son langage Autolisp dérivé de lisp et grâce à VBA. 
La version allégée, dite LT (Lite) ne dispose toutefois pas de cette facilité, ni des fonctions de dessin en trois dimensions, telles que les objets volumiques ou surfaciques, ni de la programmation. Cette version simplifiée permet cependant de les visualiser.
Important : lors de la sortie de la version 2024 LT, une amélioration notoire apparaît : l'accès à la programmation Lisp.
Toutefois, certaines limitations restent en vigueur, à savoir : pas d'éditeur de code pour écrire directement dans AutoCAD, pas d'accès à la programmation VBA. Certaines fonctions restent inaccessibles, en particulier les commandes acet.. qui sont liées aux express-tools toujours non tolérés dans LT,c'est aussi le cas de certaines fonctions vlax : vlax-create-object,vlax-get-object,vlax-get-or-create-object...
AutoCAD se décline aujourd'hui en logiciels spécifiques métier ou logiciels « verticaux », dont :
- AutoCAD Architecture dédié aux dessins d'architecture ;
- AutoCAD MEP dédié aux dessins d'architecture, mais aussi aux installations techniques dans un bâtiment (ventilation, sanitaire, chauffage et électricité).

Si ces logiciels sont relativement bien aboutis pour réaliser en toute sérénité des dessins d'exécutions, ils tendent également à intégrer quelques modules de calculs (ex. : pertes de charges aérauliques).
Ils constituent un pas essentiel vers les outils de type Building Information Modeling (Modèle d’information unique du bâtiment).

## Format des fichiers et conversions
Les fichiers produits par AutoCAD portent l'extension DWG et sont organisés en calques dont l'utilisateur peut gérer l'affichage ainsi que certaines propriétés.
La place prépondérante qu'a prise AutoCAD sur le marché, surtout pour la 2D, s'explique notamment par la popularité du format DWG, qui est devenu la norme, et par le nombre très important de logiciels complémentaires, aussi appelés plugins ou plugiciels, qui se sont développés autour de ce produit pour faciliter son utilisation en fonction des besoins de chaque profession.
Le format DXF, sigle de Drawing eXchange Format, est un format créé par la société Autodesk servant à échanger des fichiers DAO ou CAO entre systèmes n'utilisant pas le même format de fichier natif. Il a été conçu dès l’origine pour représenter les modèles 3D créés avec AutoCAD.
Autodesk a également développé un format DWF destiné à la publication des dessins sur le Web. Les fichiers peuvent être lus au moyen d'un logiciel diffusé gratuitement (mais non libre). Il offre des fonctions de zoom et déplacement, mais ne permet pas les modifications. DWF est une initiative tentant de concurrencer le format d'Adobe PDF for engineering qui offre des fonctions multicouches, 3D et données associées pour la collaboration.

### Controverses sur le format de fichiers
Autodesk a demandé plusieurs fois l'obtention d'une marque déposée pour DWG, ce qui lui a été refusé. Enfin, l'Alliance Open Design OpenDWG propose des outils permettant à ses membres (dont Adobe, Bentley Systems, Oracle et SolidWorks) de lire et d'écrire les formats DWG directement dans leurs applications, qui proposent des fonctionnalités similaires à celles d'AutoCAD. Des versions gratuites capables de lire les fichiers AutoCAD existent également pour les appareils mobiles iOS et Google Android.
En 2003, l'Alliance Open Design a déclaré dans un communiqué de presse qu'Autodesk avait essayé de protéger son format DWG en le chiffrant pour consolider sa position sur le marché. AutoCAD a répondu qu'il ne s'agissait pas de chiffrement mais de compression de données.

## Évolution du logiciel

### Versions
AutoCAD a d'abord fonctionné sous MS-DOS en 1982. Il a ensuite été porté sur les stations de travail UNIX en 1986, puis en 1988 sur Macintosh II. 
La première version sous Windows date de 1992, date à laquelle l'éditeur Autodesk abandonna la plateforme Mac. À partir de 1997 seul Windows est supporté[réf. nécessaire]. Le 1er septembre 2010, l'éditeur Autodesk annonce le retour d'AutoCAD sur Mac, livrable fin 2010.
Les versions AutoCAD 2000 à 2005 se ressemblent beaucoup[réf. nécessaire], au point que les mises à jour semblaient facultatives. Depuis, la version 2006 et les suivantes ont apporté de notables améliorations, telles que l'aide à la saisie des distances, angles et coordonnées, ainsi que les blocs dynamiques qui permettent en un seul symbole modifiable par des poignées locales de créer beaucoup de variantes, sans avoir à créer différents blocs. Ainsi, une fenêtre (ou une porte) dynamique peut avoir toutes les dimensions voulues, ce qui évite de créer toutes les fenêtres du catalogue.
En dépit des nouveautés intégrées dans les dernières versions, AutoCAD reste principalement orienté vers la 2D. Ses capacités en matière de 3D, de CAO ou de CFAO n'en font un logiciel optimal dans aucune de ces trois catégories. Ses possibilités générales et son ancienneté l'ont néanmoins amené à dominer largement le domaine du DAO en 2D (environ 85 % en 2013).

### Modules complémentaires
Des modules peuvent être installés sur AutoCAD afin d'ajouter de nouvelles fonctions. Ces modules sont devenus aujourd'hui des logiciels à part entière. Spécialisés en fonction des métiers, la base reste la même (AutoCAD) et de nombreux outils sont ajoutés. Le prix d'une licence 3D dépasse les 4 000 €. Une licence LT (2D) coûte environ 1 000 €.
Liste des produits AutoCAD Autodesk :
- AutoCAD Architecture ;
- AutoCAD Civil 3D ;
- AutoCAD Electrical ;
- AutoCAD Map 3D ;
- AutoCAD Mechanical ;
- AutoCAD MEP ;
- AutoCAD PID ;
- AutoCAD Plant 3D ;
- AutoCAD Raster Design ;
- AutoCAD Structural Detailing.

## Principaux concurrents
Le succès d'AutoCAD a vu naître divers clones comme ceux issus de la technologie IntelliCAD (en) ou TurboCAD. Les premiers (GstarCAD, ZwCAD, ProgeCAD, 4MCAD, CMS IntelliCAD, ou IntelliPlus en France) utilisent le DWG comme format natif pour plus de compatibilité avec AutoCAD. TurboCAD utilise son propre format et un import/export DWG. Certains clones d'AutoCAD LT coûtent moins de 500 € en permettant le développement d'applications en Lisp, VBA ou autres.
On peut citer les logiciels suivants pour l'industrie et le bâtiment :
- FTZ et SchemELECT (électricité industrielle) ;
- Isocad[8] (tuyauterie industrielle) ;
- Caneco[9] (électricité basse-tension) ;
- Surfy (numérisation de plans) ;
- Draftsight (Dassault Systèmes).